# Dorota Stalińska

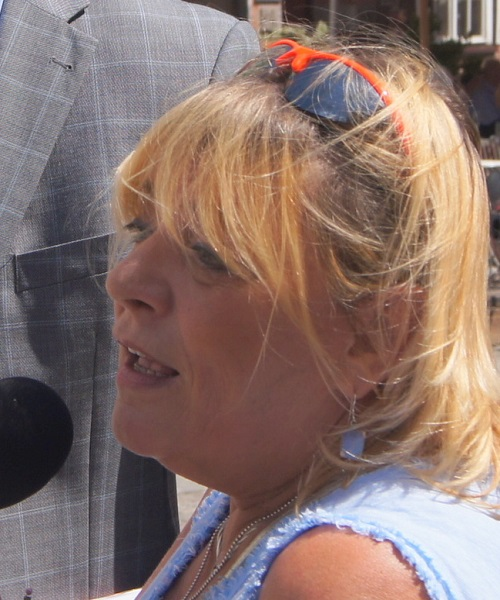
Dorota Stalińska (V. Welttreffen der Danziger 2018)

Dorota Stalińska (* 1. Juni 1953 in Danzig) ist eine polnische Schauspielerin und Politikerin (PSL).

## Leben

### Beruf
Stalińska studierte von 1972 bis 1976 an der Aleksander-Zelwerowicz-Theaterakademie Warschau. Anschließend spielte sie am Teatr na Woli (Theater in Warschau Wola) Ihr Kinodebüt gab sie 1977 im Film Der Mann aus Marmor von Andrzej Wajda. Die ersten Hauptrollen erhielt sie drei Jahre später von der Regisseurin Barbara Sass (1936–2015) in den Filmen Bez miłości, Debiutantka und Kryzyk, Rollen für die sie mehrfach, auch international ausgezeichnet wurde. 1982 und 1983 verkörperte sie in zwei Filmen die Chansonsängerin Hanka Ordonówna. Daneben wirkte sie auch in Fernsehfilmen und -serien mit. Eine Hauptrolle spielte Stalińska 2002 in Eukaliptus, der als „Polens erster Erotik-Western“ bezeichnet wird.
Als Synchronsprecherin sprach sie beispielsweise die Rolle von Glenn Close (Cruella) in der polnischen Fassung 101 dalmatyńczyków des Films 101 Dalmatiner – Diesmal sind die Hunde echt oder die des Placek in den Zeichentrickserien O dwóch takich co ukradli księżyc (1984–1989) und Jacek i Placek (1993). Begonnen hatte sie 1976 mit einer Sprechrolle in der Fernsehserie Reich und Arm.
In den 1990er Jahren veröffentlichte sie zwei Bände „Gedichte und Lieder“ und 2006 einen Gedichtband „geschrieben für Kinder“.

### Privates
Dorota Stalińska ist die Tochter von Janusz Staliński (1916–1985). Ihr Vater war Schiffbauingenieur, Hochschullehrer, 1970–1975 Rektor der Politechnika Gdańska (Technische Universität Danzig) und 1969–1972 parteiloses Mitglied des V. Sejm.
Dorota Stalińska war die erste Ehefrau des Schauspielers und Synchronregisseurs Krzysztof Kołbasiuk (1952–2006), mit dem sie einen Sohn hat.

### Wissenswertes
Stalińska erschien im September 1984 als erste Polin nach Lech Wałęsa und Papst Johannes Paul II. auf dem Titelbild der amerikanischen Newsweek. Allerdings lautet das Titelthema Fitness. Das Foto von Chris Niedenthal zeigt die Schauspielerin seilspringend vor Plattenbauten in Warschau.

## Politik
In den Jahren 1994 bis 1998 war Stalińska Mitglied des Stadtrats ihres Wohnorts Milanówek und gleichzeitig Ratsmitglied des Sejmiks der Woiwodschaft Warschau. Aktuell ist sie Mitglied des Woiwodschaftstags der Woiwodschaft Masowien (2014 bis 2018 und seit 2019) für die Polskie Stronnictwo Ludowe (PSL). Bei den Parlamentswahlen 2015 und 2023 kandidierte sie ebenso vergeblich für einen Sitz im Sejm, wie bei der Europawahl 2024. Dabei kandidierte sie 2015 für die PSL und 2023 und 2024 für das Wahlbündnis Trzecia Droga, an dem sich die PSL beteiligt.

## Gedichtbände
- Pożyczone natchnienie. Wiersze i piosenki. Warszawa, Wydawnictwo „PoMost“, 1992.
- Niewierny czas. Wiersze i piosenki. Warszawa, Blue Art 1994.
- Agape. Wiersze które napisałam dla ciebi. Warszawa, Blue Art 2006.

## Auszeichnungen und Preise (Auswahl)
- Srebrny Medal „Zasłużony Kulturze Gloria Artis“ 2013 (Polnische Silbermedaille für Verdienste um die Kultur)[9]
- XIII und XIV Ogólnopolskim Festiwalu Teatrów Jednego Aktora in Toruń: Auszeichnung als Theaterschauspielerin in Żmija und Utracona cześć Katarzyny Blum (1978, 1979)
- Polnisches Filmfestival in Danzig: Bronzener Löwe als beste Hauptdarstellerin in Bez miłości (1980)
- Festival Internacional de Cine de San Sebastián: Auszeichnung für ihre Hauptrolle in Kryzyk (1984)
- Polnisches Filmfestival in Danzig: Bronzener Löwe als beste Hauptdarstellerin in Kryzyk (1984)
- Złota Kaczka (Goldene Ente) der polnischen Zeitschrift Film als beste Hauptdarstellerin 1984 und 1991

Seit 2001 ist sie auf dem polnischen „Walk of Fame“ in Międzyzdroje (Misdroy) mit einem Handabdruck in Bronze verewigt.

## Filmografie (Auswahl)
- 1974: Najważniejszy dzień życia

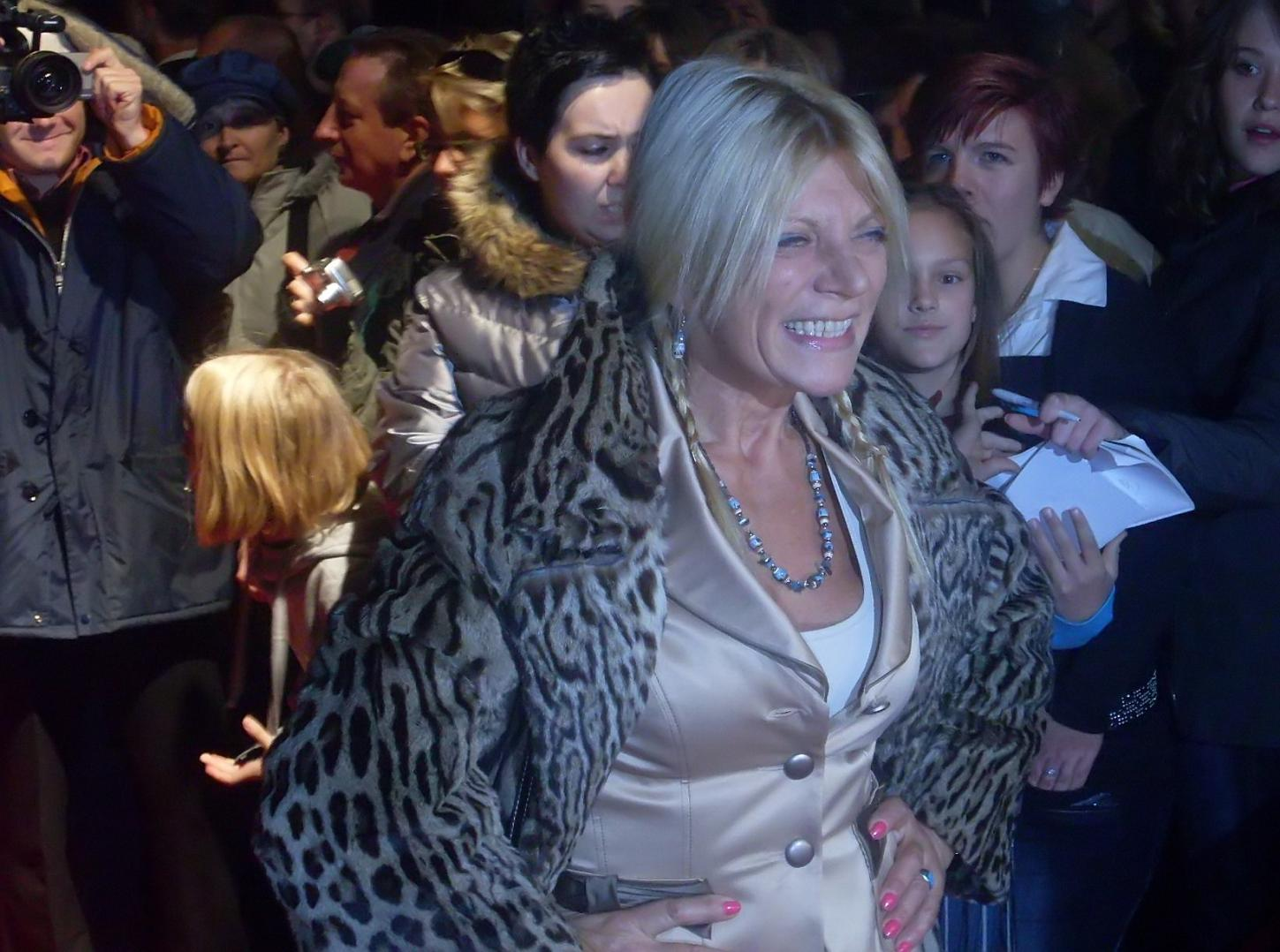
Dorota Stalińska auf dem Filmfestival in Gdynia (2008)

- 1977: Der Mann aus Marmor (Człowiek z marmur)
- 1980: Ohne Liebe (Bez miłości)
- 1981: Debiutantka
- 1981: Miłość ci wszystko wybaczy
- 1981: Białe tango
- 1982: Der Schrei (Kryzyk)
- 1983: Die zwanziger und die dreißiger Jahre (Lata dwudzieste… lata trzydzieste…)
- 1984: Sexmission (Seksmisja)
- 1988: Hanna’s War
- 1989: Dekalog III
- 1991: Ferdydurke (30 Door Key)
- 2002: Eukaliptus
- 2007: Ryś
- 2009: Piksele
- 2011: Milczenie jest złotem
- 2013: Świat Walerego
- 2014: Obywatel
- 2016: Przystanek do nieba
- 2016: Kolekcja sukienek.
- 2023: Das Flüstern der Felder (Chłopi)